# Anne de Bretania
Anne, Ducesă de Bretania (n. 25 ianuarie 1477 – d. 9 ianuarie 1514) a fost o nobilă bretonă, care a fost regină franceză în timpul mariajelor ei cu doi regi succesivi. S-a născut la Nantes, Bretania și a fost fiica lui Francisc al II-lea, Duce de Bretania și a Margaretei de Foix. Bunicii materni au fost Gaston al IV-lea de Foix și Eleanor de Navara. După moartea tatălui ei, a devenit Ducesă de Bretania, Contesă de Nantes, Montfort și Richmont și Vicontesă de Limoges. Pe timpul acela, a fost cea mai bogată femeie din Europa.

## Biografie

### Primii ani și educația
Anne s-a născut la 25 ianuarie 1477 în castelul ducilor de Bretania din Nantes. A fost cel mai mare copil al Ducelui Francisc al II-lea de Bretania și a celei de-a doua soții, Margaret de Foix, infantă de Navara. Patru ani mai târziu, părinții ei au mai avut o fiică, Isabela.
Este probabil că ea a învățat să citească și să scrie în franceză și poate puțin în latină. Contrar a ceea ce este uneori susținut, era puțin probabil ca ea a învățat limba greacă sau ebraică și nu vorbea bretona. A fost crescută de o guvernantă, Françoise de Dinan, Lady de Chateaubriant și prin căsătorie contesă de Laval. În plus, ea a avut câțiva tutori, inclusiv majordomul ei și poetul curții, Jean Meschinot, despre care se crede că a învățat-o dansul, cântecul și muzica.

### Moștenitoare a Bretaniei
În acea perioadă, legea succesiunii nu era clară, însă înainte de Războiul breton de succesiune a funcționat în principal aproximativ ca Legea Salică; femeile puteau moșteni doar dacă linia masculină era stinsă. Tratatul de la Guérande din 1365 a stabilit că în absența unui moștenitor masculin din Casa de Montfort, moștenitoarea Ioana de Penthièvre ar fi succedat. Atunci când Anne s-a născut, tatăl ei era singurul moștenitor masculin al Casei bretone de Montfort, și moștenitorul Blois-Penthièvre era o femeie, Nicole de Blois, care în 1480 și-a vândut drepturile asupra Bretaniei regelui Ludovic al XI-lea al Franței pentru suma de 50000 de scuzi.
Lipsa unui moștenitor de sex masculin a dat naștere la amenințarea unei crize dinastic în ducat, sau trecerea lui directă în domeniul regal. Pentru a evita acest lucru, Francisc al II-lea a recunoscut-o oficial pe Anne ca moștenitoare a domeniilor sale  la 10 februarie 1486, însă problema căsătoriei ei rămânea o chestiune diplomatică.

### Logodne
Anne a fost logodită de mai multe ori.
- În 1480 ea a fost oficial promisă în căsătorie lui Edward, Prinț de Wales, fiul regelui Eduard al IV-lea al Angliei. Curând după moartea regelui, în 1483, Prințul de Wales a dispărut, se presupune că a fost ucis din ordinul regentului, Richard al III-lea.
- Maximilian, împărat al Sfântului Imperiu Roman, văduv al Mariei de Burgundia, fiica și moștenitoare lui Carol Temerarul.
- Alain I de Albret, fiu al lui Catherine de Rohan și Jean I de Albret. Prin mama sa, el era strănepot al Ducelui Ioan al V-lea de Bretania și deci posibil moștenitor. Deși el a fost un aliat al Ducelui Francisc al II-lea, Anne a refuzat să se căsătorească cu el găsindu-l respingător.
- Louis, Duce de Orléans, văr al regelui Carol al VIII-lea al Franței, a fost un alt aspirant la mâna ei în ciuda faptului că era deja căsătorit cu sora regelui, Jeanne.
- Ioan al IV-lea de Chalon-Arlay, Prinț de Orania. Nepot al Contelui Richard de Étampes și nepot al tatălui ei, el era în linia de succesiune după Anne și Isabelle.
- Edward Stafford, Duce de Buckingham. În 1488 Henric al VII-lea a sugerat o căsătorie între Buckingham și Anne, însă în decembrie 1489 executorii lui Henry Percy, Conte de Northumberland au plătit regelui 4000 de £ pentru căsătoria lui Buckingham cu fiica cea mare a lui Percy, Eleanor.

Vicontele Ioan al II-lea de Rohan, aflat de asemenea în linia de succesiune a tronului breton, a oferit cu sprijinul mareșalului Jean IV de Rieux un dublu mariaj pentru fii săi François și Jean cu Anne și sora ei Isabelle, însă Francisc al II-lea s-a opus acestui plan.